# 長い夜 (シカゴの曲)
「長い夜」（原題: 25 or 6 to 4）は、ロバート・ラムがシカゴのために書いた曲である。2枚目のアルバム『シカゴ』（1970年）向けに録音され、ピーター・セテラがリード・ボーカルを務めた。

## 解説
曲は編集された上でその年の6月にシングルとして発売され、アメリカのビルボード Hot 100チャートにおいて4位に、イギリスのシングルチャートで7位に上り詰めた。この録音にはギタリストであるテリー・キャスのワウペダルを利用したエレクトリックギターが収録されており、シカゴのコンピレーション・アルバムの多くに収録されてきた。
シカゴのファンは曲の意味を論争してきた。発売されたとき、歌詞の内容がドラッグに関連しているという考察があった。しかし、同じ事は1960年代後半から1970年代前半にかけての多くの曲で言われてきたことであり、噂の大部分は歴史とともに消え去った。ラム自身は曲の題名について、「ただ時間について言っているだけ」で、「これは曲を作っているときについての曲だ。神秘的ではない。」としている。 話の中で出てくる時間は午前4時の25～6分前、つまり午前3時35分（もしくは午前3時34分）である。ロバート・ラムは真夜中に曲を書いていて、時計を見たら、4時の25分から26分前だったという。ただし、違法ドラッグや有名人のことを指しているという俗説も根強い。
日本では1970年当時、日本独自に編集されたバージョンがシングル化されていた。この日本独自編集盤と同様に編集された音源は、2021年に日本で発売されたベスト・アルバム『ジャパニーズ・シングル・コレクション -グレイテスト・ヒッツ-』で世界初CD化された。
70年の曲とは異なる、80年代の「長い夜」が1986年のアルバム『シカゴ18』向けに録音され、ジェームス・パンコウが共同作曲者として記載された。86年のシングルはUSチャートで48位を記録。この録音は1988年のシングル「ホワット・カインド・オブ・マン」のB面にも収録された。

## カバー曲
この曲は複数のアーティストによってカバーされてきた。その中にはヴィンス・ニール、アース・ウィンド・アンド・ファイアー、ブルース・フォクストンらが含まれる。
2005年、ジョナサン・クールトンは「When I'm 25 or 64」という曲を作った。これは「25 or 6 to 4」とビートルズの曲「When I'm 64」とのマッシュアップである。